# Ovobulbus elot
Ovobulbus elot es una especie de araña araneomorfa del género Ovobulbus, familia Oonopidae. Fue descrita por Saaristo en 2007.

## Distribución
Esta especie es endémica de Israel.

## Descripción
El macho holotipo mide 1,86 mm y la hembra paratipo 1,79 mm.